# Камен Инград
«Камен Инград» (хорв. NK Kamen Ingrad) — хорватский футбольный клуб из посёлка Велика. Был основан в 1929 году, расформирован в 2008 году.

## История
Клуб был основан в 1929 году под названием «Велика». После Второй мировой войны был переименован в «Папук». В 1999 году был переименован в «Камен Инград» по имени местной строительной компании, ставшей главным спонсором клуба. В сезоне 1999/2000 команда выиграла первенство третьей лиги, на следующий сезон — вторую лигу и вышла в высший дивизион Хорватии — первую лигу. В сезоне 2002/03 «Камен Инград» занял в чемпионате 4 место и принял участие в Кубке УЕФА 2003/04, где в предварительном раунде обыграл клуб «Этцелла» Люксембург 2:1, 7:0, а в первом уступил немецкому «Шальке 04» 0:0, 0:1. В 2004 году участвовал в Кубке Интертото; стартовал со второго раунда, где проиграл российскому клубу «Спартак» Москва 1:4, 0:1. В сезоне 2006/07 «Камен Инград» занял в чемпионате 12 место и опустился во вторую лигу. На фоне проблем с главным спонсором клуб занял 14 место и вылетел в третью лигу. 23 июля 2008 было объявлено, что первая команда клуба не будет участвовать в следующем сезоне. После этого в Велике был основан клуб «Папук».